# Forma substancjalna
Forma substancjalna – w filozofii Arystotelesa oraz scholastycznej pierwszy akt, który udoskonala materię pierwszą i wraz z nią stanowi treść bytu. Jest racją jedności bytu, określoności jego treści, decyduje o przynależności do danego gatunku. Forma przysposabia byt do istnienia (warunkuje zaistnienie bytu), umożliwia działanie, określa naturę bytu, wyznacza cele, które byt ma realizować.
Oprócz formy substancjalnej istnieją w bycie także formy przypadłościowe, które są aktem w stosunku do tzw. materii drugiej (bytu ukształtowanego z materii pierwszej i formy substancjalnej, gotowy do przemian). Formy przypadłościowe określają byt od strony jego właściwości.

## Powstawanie i zanikanie form substancjalnych
Czynniki powstawania nowych form substancjalnych:
- dyspozycje materii konkretnego bytu, który ulega przemianom (nie każdy byt zawsze może przyjmować nowe formy);
- przyczyna sprawcza – im większa moc przyczyny sprawczej, tym większa możliwość zmiany.

## Jedność formy substancjalnej
Wyłoniły się dwa stanowiska konkurujące:
1. Św. Tomasz z Akwinu twierdził, że w każdym bycie substancjalnym istnieje tylko jedna forma substancjalna. U człowieka jest to dusza, która bezpośrednio dociera do potencjalności materii pierwszej oraz organizuje i określa całość człowieka. Jedność bytu (gdyby było więcej form, wtedy człowiek byłby pewnym agregatem). Gdyby przyjąć wielość form w bycie, wtedy tylko pierwsza z nich byłaby formą substancjalną, a pozostałe – przypadłościowymi.
2. Duns Szkot uważał, że istnieje wielość form w danym bycie. Ułożył hierarchię, w której każda sfera bytu ma osobną formę.

Na przykład Człowiek: 
- Jednostkowość (Haecceitas)
- Rozumność
- Życie
- Cielesność
- Skończoność
- Bytowość